# Skorupy (Białystok)
Skorupy – osiedle o funkcji przemysłowo-mieszkalnej na wschodzie Białegostoku.

## Obiekty i tereny zielone
- Las Bagno (Uroczysko "Bagno")
- Zbór Baptystyczny
- II Urząd Skarbowy
- Przemysł Mięsny Białystok
- Szkoła Podstawowa nr 20 im. gen. Władysława Sikorskiego
- Szkoła Podstawowa nr 28 im. Konstantego Ildefonsa Gałczyńskiego
- Zabytkowe domy

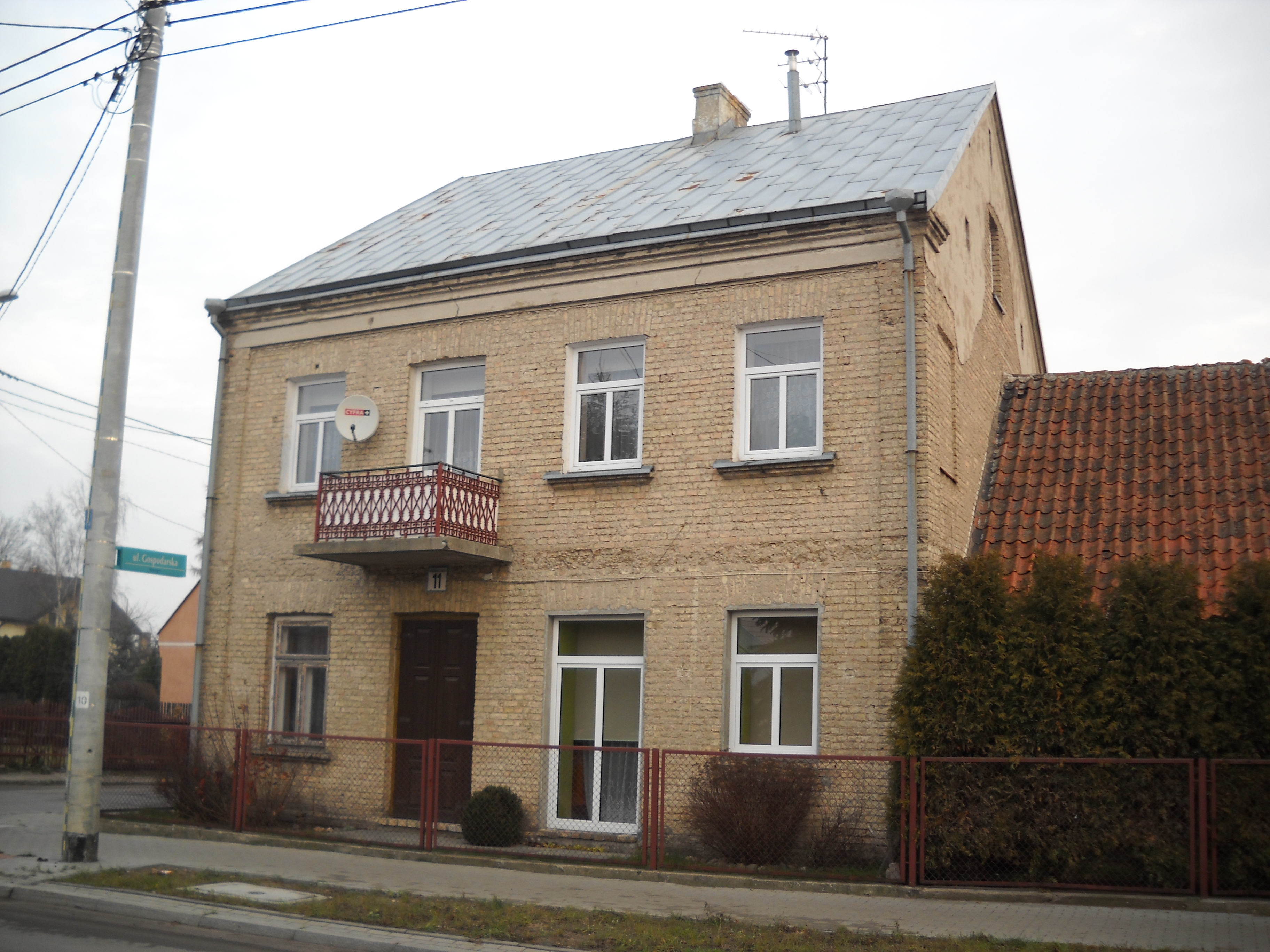
Zabytkowy dom przy ul. Nowowarszawskiej
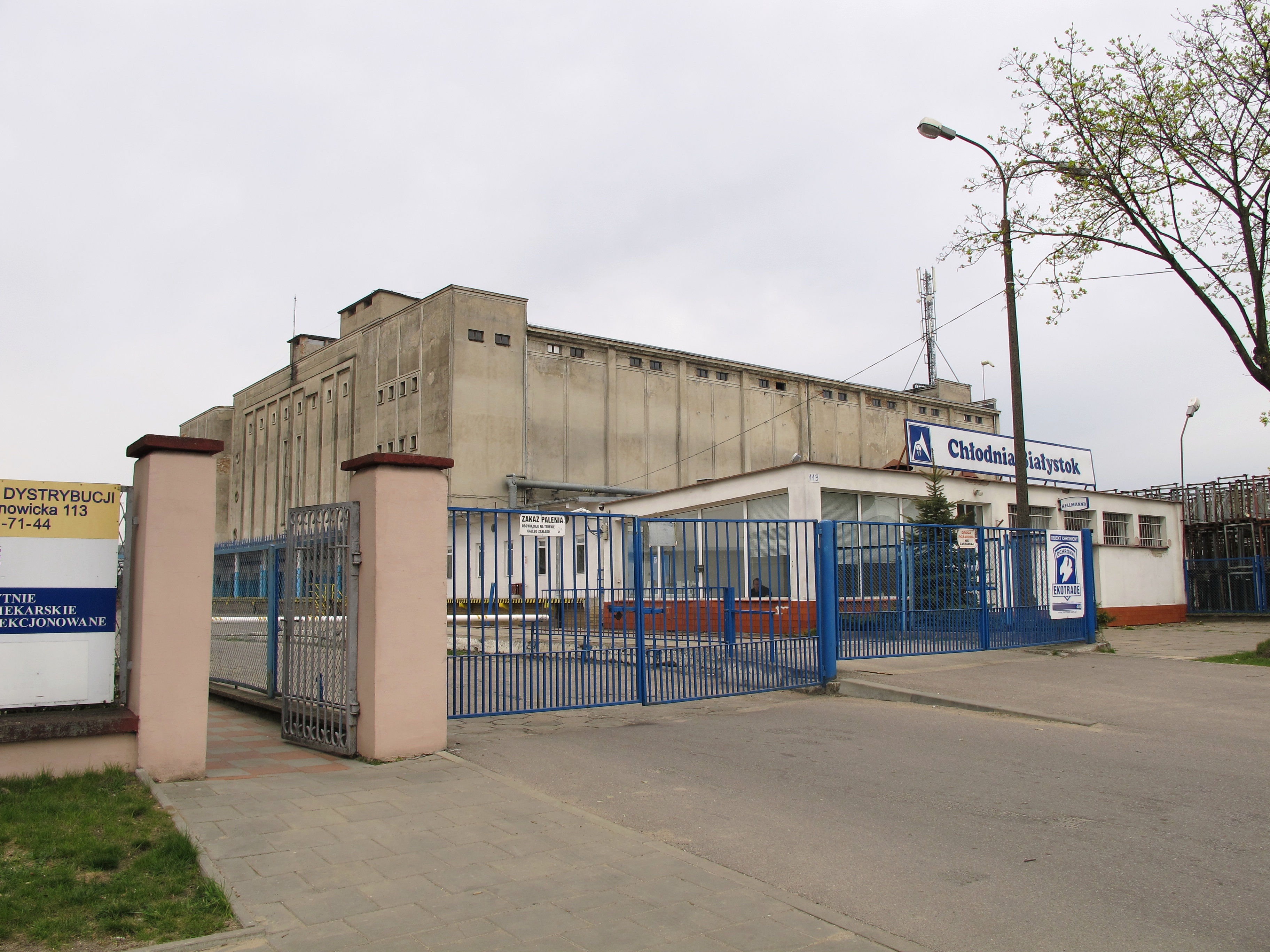
Dawna Chłodnia Białystok, ul. Baranowicka 113

## Opis granic osiedla
Od ogródków działkowych wzdłuż torów kolejowych (na Zubki Białostockie) do granicy administracyjnej miasta, wzdłuż granicy administracyjnej miasta do ul. Dojnowskiej, ulicą Dojnowską, Nowowarszawską, ul. J. K. Branickiego, do Placu W. Antonowicza, ulicą Piastowską do strugi Dolistówki (na wys. Warmińskiej), strugą Dolistówka do cieku wodnego, ciekiem do wysokości ściany lasu, ścianą lasu do granicy ogródków działkowych. Granicą ogródków działkowych do torów kolejowych (na Zubki Białostockie)

## Ulice i place znajdujące się w granicach osiedla
Baranowicka, Branickiego Jana Klemensa – nieparzyste 31-35, Cała, Ceramiczna, Ciesielska, Ciołkowskiego Konstantego – nieparzyste 69-175, parzyste 16-92, Dojnowska – nieparzyste, Dojlidy Fabryczne – nieparzyste 1-11, Geodetów, Gospodarska, Górnicza, Gródecka, Hutnicza, Iglasta, Juranda, Kajki Michała, Karmelowa, Kąpielowa, Kmicica, Kolonijna, Korzeniowskiego Józefa Konrada, Kujawska, Leśna, Liściasta, Lubuska, Łużycka, Małopolska, Mokra, Naftowa, Nowatorska, Nowowarszawska – nieparzyste, parzyste 4-78, Opolska, Piaskowa, Piasta – parzyste 156/1-158, Piastowska – nieparzyste brak budynków, Pionowa, Plac Witolda Antonowicza, Plażowa – nieparzyste 17-91, parzyste 8-48, Podłużna, Pomorska, Pozioma, Przejściowa, Puchatka, Rzeszowska, Serwitutowa, Sobolewska, Sowlańska, Stawowa – nieparzyste 39-51, parzyste 20-50, Śmiała, Turystyczna, Wakacyjna, Warmińska, Wczasowa, Wielkopolska, Wołyńska, Zagłoby, Zaściańska, Zaułek Kłodzki, Zaułek Łęczycki, Zaułek Olsztyński, Zaułek Podhalański, Zbożowa, Zdrowa, Zuchów.